# Clematis bowkeri
Clematis bowkeri är en ranunkelväxtart som beskrevs av Burtt Davy och Wen Tsai Wang. Clematis bowkeri ingår i släktet klematisar, och familjen ranunkelväxter. Inga underarter finns listade i Catalogue of Life.